# Liga Nacional de Gibraltar
La Liga de Fútbol de Gibraltar (en inglés: Gibraltar Football League) es la máxima categoría de fútbol del sistema de ligas de Gibraltar. Es organizada por la Asociación de Fútbol de Gibraltar (GFA) y se disputa desde la temporada 2019-20 bajo el formato actual.
La competición predecesora de este torneo fue la Copa de Comerciantes (Merchants Cup), cuya primera edición tuvo lugar en 1895, mientras que la temporada inaugural de liga comenzó en 1907. Durante varias décadas hubo un sistema de ascensos y descensos entre dos categorías, pero la GFA fusionó ambas en una división única a partir de 2019. El territorio británico de ultramar forma parte de la UEFA desde 2013 y sus clubes tienen derecho a disputar competiciones europeas.

## Historia

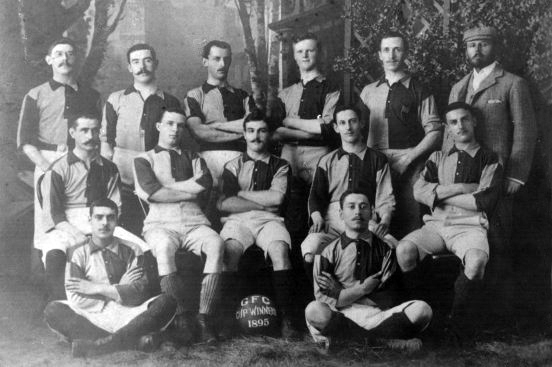
Instantánea del Gibraltar Football Club, primer campeón en 1895.

El fútbol llegó a Gibraltar a finales del siglo XIX por influencia de las Fuerzas Armadas Británicas que estaban asentadas en el territorio. Los primeros clubes de fútbol de los que se tiene constancia son el Prince of Wales Football Club, fundado en 1892 por militares, y el Gibraltar Football Club, creado en 1893 por jugadores de críquet que querían practicar deporte en invierno. Para 1895 el número de clubes había crecido tanto que se fundó la Asociación de Fútbol de Gibraltar (GFA), formada exclusivamente por equipos con jugadores civiles. Ese mismo año se comenzó a disputar un torneo, la Copa de Comerciantes (Merchants Cup), en la que participaron ocho clubes del peñón y que deparó al Gibraltar F. C. como primer vencedor; el campeonato se llamó así porque la Asociación de Comerciantes había donado el trofeo, y solo podían participar los clubes adscritos a la GFA. En 1901 se creó un seleccionado gibraltareño para enfrentarse a equipos militares británicos, y en 1902 se construyó un estadio civil cerca del cementerio de North Front.

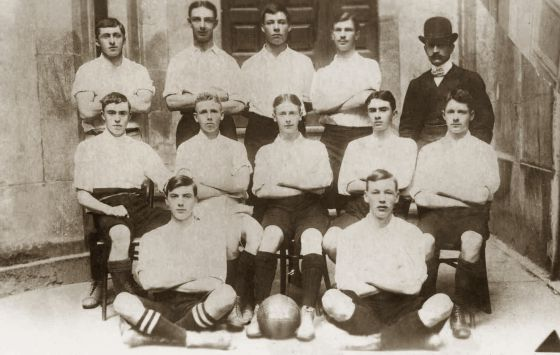
El Exiles Cable Club, equipo formado por ingleses de Vigo, campeón en las temporadas 1899-1900 y 1901-1902.

En 1907 se estableció el primer campeonato de liga, la Gibraltar Foot-Ball League. Dos años después fue dividida en dos categorías: una Primera División formada por equipos senior, y una Segunda División para equipos juveniles. Además, la GFA se convirtió en miembro asociado de la Asociación Inglesa de Fútbol en 1909. La Copa de Comerciantes, cuyas primeras ediciones cuentan para la GFA como títulos de liga, se mantuvo como la competición de copa hasta que en 1936 se creó un nuevo torneo, la Rock Cup.

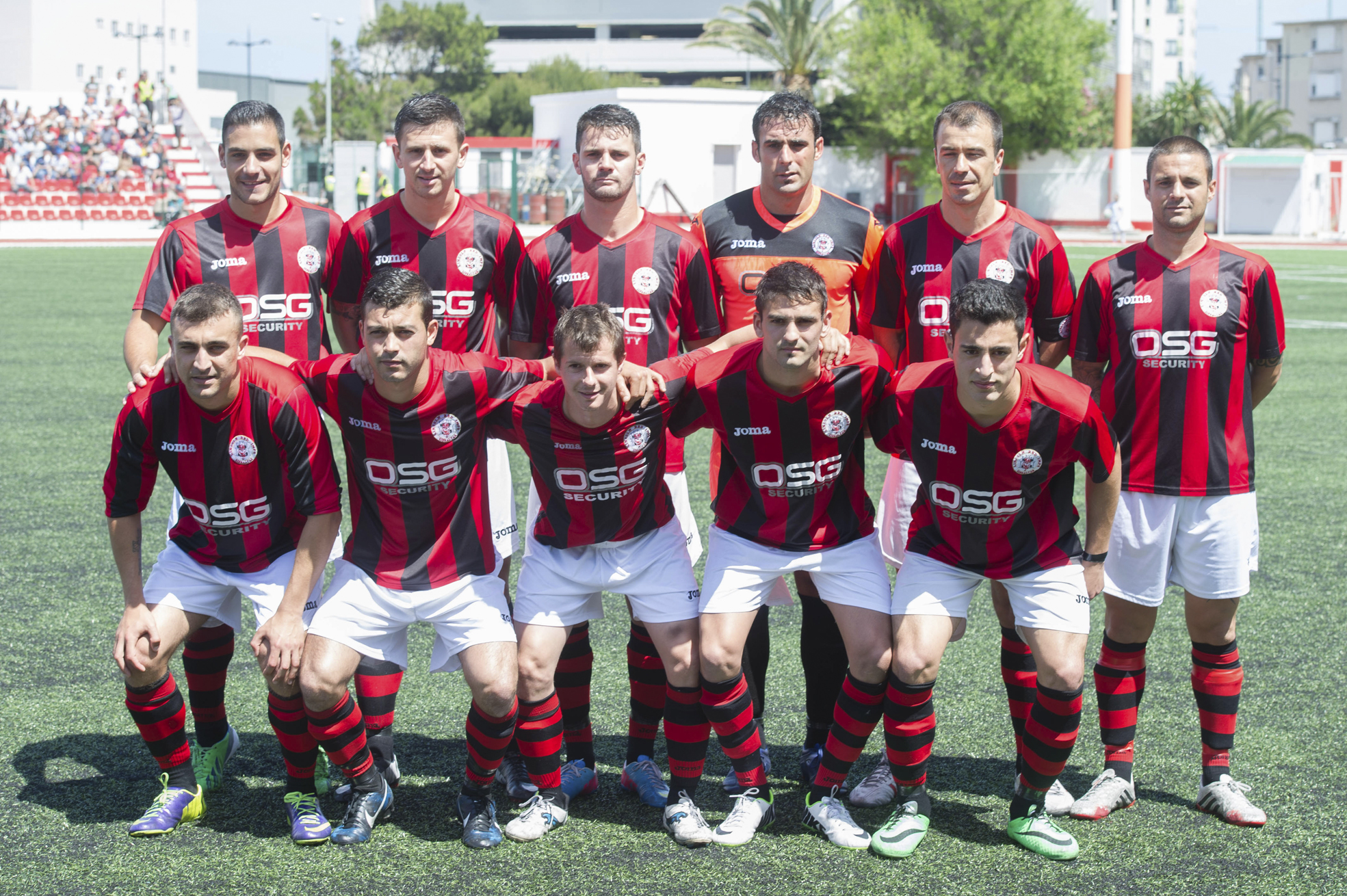
Lincoln Red Imps Football Club, último gran dominador del campeonato y récord de 14 campeonatos consecutivos.

Debido a que Gibraltar es un territorio británico de ultramar, el fútbol gibraltareño ha sido históricamente amateur y se ha visto afectado por la irrupción y desaparición de nuevos clubes, algunos de los cuales —como el Manchester 62 o el Lincoln Red Imps— habían sido fundados por hinchas de equipos británicos. El Prince of Wales lideró el campeonato hasta su desaparición en 1954, a lo que siguieron etapas dominadas por el Britannia XI y el Glacis United hasta la década de 1990. A partir de ese momento, el Lincoln Red Imps se convirtió en el club más poderoso de Gibraltar con más de veinte ligas conquistadas, entre ellas 14 títulos consecutivos desde 2002 hasta 2016 que supusieron un récord a nivel europeo.
Durante varias décadas, la Asociación de Fútbol de Gibraltar no pudo entrar en la UEFA por la negativa de España, que mantiene un conflicto con el Reino Unido por la soberanía de Gibraltar. La situación cambió en 2006 debido a una sentencia del Tribunal de Arbitraje Deportivo favorable a la GFA, que obligó a la UEFA a admitirla como «miembro asociado». Finalmente, la Asociación de Fútbol de Gibraltar fue aceptada como miembro de pleno derecho en 2013.
En 2019 la GFA fusionó la Primera y la Segunda División en un único campeonato, la Liga Nacional de Gibraltar, con el propósito de mejorar su nivel competitivo tras ser aceptada en la UEFA. La temporada inaugural 2019-20 tuvo que ser suspendida debido a la pandemia mundial de COVID-19.
En 2022, la Policía Nacional española desmanteló una organización que amañaba partidos de las ligas inferiores del sur de España y también de la liga gibraltareña.

## Participantes

### Temporada 2025-26
| Equipos                |
| ---------------------- |
| F. C. Bruno's Magpies  |
| College 1975 F. C.     |
| Europa F. C.           |
| Europa Point F. C.     |
| Glacis United F. C.    |
| F. C. Hound Dogs       |
| Lincoln Red Imps F. C. |
| Lions Gibraltar F. C.  |
| Lynx F. C.             |
| Manchester 62 F. C.    |
| Mons Calpe S. C.       |
| St. Joseph's F. C.     |

## Sistema de competición
La Liga Nacional es un torneo organizado y regulado por la Asociación de Fútbol de Gibraltar (GFA), conjuntamente con la Rock Cup y la Liga Intermedia. Todos los partidos se disputan en el Estadio Victoria de Gibraltar.
La competición se disputa anualmente, desde octubre hasta mayo del año siguiente, y pueden inscribirse todos los clubes que cumplan los requerimientos de la GFA. 
Desde la temporada 2023-24 se implementó un cambio en el formato.  En lugar de jugar una ronda de partidos antes de dividirse, los equipos jugarán entre sí en dos vueltas por un total de 22 partidos por temporada. Después de la segunda ronda de partidos, los 6 primeros ingresarán al Grupo Campeonato, donde cada equipo juega entre en una vuelta para decidir el campeón de la liga. Sin embargo, el Grupo Desafío ha sido descartado.

### Inscripción de futbolistas
Los clubes pueden inscribir de 17 a 25 futbolistas en el primer equipo, siempre y cuando sean mayores de dieciséis años. Se permite un máximo de tres futbolistas extracomunitarios por equipo; es decir, jugadores sin pasaporte europeo.
Desde la temporada 2016-17 está en vigor la «regla del jugador nacional» —Home Ground Player en inglés—, según la cual se establecen cuotas para los futbolistas del peñón. Todos los equipos deben contar con al menos cinco futbolistas gibraltareños en el once titular, y si alguien viola la norma se aplicará una derrota por 0:3. La única salvedad se produce cuando se agotan los cambios y uno de los jugadores nacionales cae lesionado o es expulsado. En lo que respecta a la plantilla total, el mínimo dependerá del total de efectivos: si un equipo tiene 25 fichas, al menos ocho deben ser de gibraltareños. Los jugadores inscritos en la Liga Intermedia no cuentan para el primer equipo.
Para que un futbolista sea considerado «jugador gibraltareño», debe tener la nacionalidad británica y cumplir una de las siguientes condiciones:
1. Ser natural de Gibraltar;
2. Tener un padre o una madre que hayan nacido en Gibraltar;
3. Tener antepasados que hayan nacido en Gibraltar;
4. Haber residido de forma continuada en Gibraltar durante al menos dos años.

La mayoría de los futbolistas extranjeros que juegan la Liga Nacional son españoles que residen cerca del peñón de Gibraltar. Al tener pasaporte europeo no cuentan como extracomunitarios.

## Historial
Para ver todos los campeones desde la etapa amateur, véase Historial de la Liga Nacional de Gibraltar
Desde su instauración en 1895 un total de diecinueve clubes han sido capaces de ganar el torneo. El club más laureado es el Lincoln Red Imps Football Club con 28 títulos, seguido por el Prince of Wales Football Club y el Glacis United Football Club con 19 y 17 campeonatos, respectivamente. La siguiente tabla solo recoge las temporadas de liga desde que Gibraltar fue reconocido como miembro de pleno derecho de la UEFA en 2013.
| Temporada                     | Campeón                                                | Subcampeón                                             | Tercero                                                | Notas                                                  |
| Primera División de Gibraltar | Primera División de Gibraltar                          | Primera División de Gibraltar                          | Primera División de Gibraltar                          | Primera División de Gibraltar                          |
| ----------------------------- | ------------------------------------------------------ | ------------------------------------------------------ | ------------------------------------------------------ | ------------------------------------------------------ |
| 2013-14                       | Lincoln Red Imps F. C.                                 | Manchester 62 F. C.                                    | Lynx F. C.                                             |                                                        |
| 2014-15                       | Lincoln Red Imps F. C.                                 | College Europa F. C.                                   | St. Joseph's F. C.                                     |                                                        |
| 2015-16                       | Lincoln Red Imps F. C.                                 | Europa F. C.                                           | St. Joseph's F. C.                                     | Iguala el récord europeo de ligas consecutivas.        |
| 2016-17                       | Europa F. C.                                           | Lincoln Red Imps F. C.                                 | St. Joseph's F. C.                                     |                                                        |
| 2017-18                       | Lincoln Red Imps F. C.                                 | Europa F. C.                                           | St. Joseph's F. C.                                     |                                                        |
| 2018-19                       | Lincoln Red Imps F. C.                                 | Europa F. C.                                           | St. Joseph's F. C.                                     |                                                        |
| Gibraltar National League     |                                                        |                                                        |                                                        |                                                        |
| 2019-20                       | Temporada cancelada debido a la pandemia del COVID-19. | Temporada cancelada debido a la pandemia del COVID-19. | Temporada cancelada debido a la pandemia del COVID-19. | Temporada cancelada debido a la pandemia del COVID-19. |
| 2020-21                       | Lincoln Red Imps F. C.                                 | Europa F. C.                                           | St. Joseph's F. C.                                     |                                                        |
| 2021-22                       | Lincoln Red Imps F. C.                                 | Europa F. C.                                           | St. Joseph's F.C.                                      |                                                        |
| Gibraltar Football League     |                                                        |                                                        |                                                        |                                                        |
| 2022-23                       | Lincoln Red Imps F. C.                                 | Europa F. C.                                           | F. C. Bruno's Magpies                                  |                                                        |
| 2023-24                       | Lincoln Red Imps F. C.                                 | St. Joseph's F.C.                                      | F. C. Bruno's Magpies                                  |                                                        |
| 2024-25                       | Lincoln Red Imps F. C.                                 | St. Joseph's F.C.                                      | Europa F. C.                                           |                                                        |

## Palmarés
Nota: indicadas en negrita las temporadas en las que un club conquistó el doblete de Liga y Copa.
| Club                      | Títulos | Años de los campeonatos |
| ------------------------- | ------- | --- |
| Lincoln Red Imps F. C.    | 29      | 1985, 1986, 1990, 1991, 1992, 1993, 1994, 2001, 2003, 2004, 2005, 2006, 2007, 2008, 2009, 2010, 2011, 2012, 2013, 2014, 2015, 2016, 2018, 2019, 2021, 2022, 2023, 2024, 2025 |
| Prince of Wales F. C. †   | 19      | 1901, 1903, 1904, 1906, 1909, 1914, 1917, 1919, 1921, 1922, 1923, 1925, 1926, 1927, 1928, 1931, 1939, 1940, 1953                                                             |
| Glacis United F. C.       | 17      | 1966, 1967, 1968, 1969, 1970, 1971, 1972, 1973, 1974, 1976, 1981, 1982, 1983, 1985, 1989, 1997, 2000                                                                         |
| Britannia XI F. C. †      | 14      | 1908, 1912, 1913, 1918, 1920, 1937, 1941, 1955, 1956, 1957, 1958, 1959, 1961, 1963                                                                                           |
| Gibraltar United          | 11      | 1947, 1948, 1949, 1950, 1951, 1954, 1960, 1962, 1964, 1965, 2002 |
| Europa F. C.              | 7       | 1929, 1930, 1932, 1933, 1938, 1952, 2017 |
| Manchester 62             | 7       | 1975, 1977, 1979, 1980, 1984, 1995, 1999 |
| St. Theresas F. C. †      | 3       | 1987, 1988, 1998 |
| Gibraltar F. C. †         | 2       | 1896, 1924 |
| South United F. C. †      | 2       | 1910, 1911 |
| Exiles Club †             | 2       | 1900, 1902 |
| Jubilee F. C. †           | 2       | 1897, 1898 |
| St. Joseph’s F. C.        | 1       | 1996 |
| Chief Constructor F. C. † | 1       | 1936 |
| Chief Construction †      | 1       | 1935 |
| Commander of the Yard †   | 1       | 1934 |
| Royal Sovereign †         | 1       | 1915 |
| Athletic F. C. †          | 1       | 1905 |
| Albion F. C. †            | 1       | 1899 |

- † Equipo desaparecido.